# Pracownik tymczasowy
Pracownik tymczasowy – pracownik zatrudniony przez agencję pracy tymczasowej wyłącznie w celu wykonywania pracy tymczasowej na rzecz i pod kierownictwem pracodawcy użytkownika.
Pracownik tymczasowy wykonując usługę pracy tymczasowej ma analogiczne obowiązki jak inni pracownicy zatrudnieni u danego pracodawcy użytkownika. Pracownicy rekrutowani są do pracy zgodnie z wymogami stanowiska i oczekiwaniami pracodawcy.

## Zasady zatrudniania pracowników tymczasowych
Pracownik tymczasowy zatrudniany jest przez agencję pracy tymczasowej na podstawie umowy o pracę na czas określony lub umowy o pracę na czas wykonania określonej pracy.
Pracownikowi takiemu nie może być jednak powierzone wykonywanie na rzecz pracodawcy użytkownika pracy:
- szczególnie niebezpiecznej w rozumieniu przepisów wydanych na podstawie art. 237 § 5 Kodeksu pracy;
- na stanowisku pracy, na którym jest zatrudniony pracownik pracodawcy użytkownika, w okresie uczestniczenia tego pracownika w strajku;
- na stanowisku pracy, na którym, w okresie ostatnich 3 miesięcy poprzedzających przewidywany termin rozpoczęcia wykonywania pracy tymczasowej przez pracownika tymczasowego, był zatrudniony pracownik pracodawcy użytkownika, z którym został rozwiązany stosunek pracy z przyczyn niedotyczących pracowników.

W celu zawarcia umowy o pracę między agencją pracy tymczasowej a pracownikiem tymczasowym pracodawca użytkownik powinien uzgodnić z tą agencją na piśmie:
- rodzaj pracy, która ma być powierzona pracownikowi tymczasowemu;
- wymagania kwalifikacyjne konieczne do wykonywania pracy, która ma być powierzona pracownikowi tymczasowemu;
- przewidywany okres wykonywania pracy tymczasowej;
- wymiar czasu pracy pracownika tymczasowego;
- miejsce wykonywania pracy tymczasowej.

Ponadto pracodawca użytkownik informuje agencję pracy tymczasowej na piśmie o:
- wynagrodzeniu za pracę, która ma być powierzona pracownikowi tymczasowemu, określonym w przepisach o wynagrodzeniu obowiązujących u pracodawcy użytkownika;
- warunkach wykonywania pracy tymczasowej w zakresie dotyczącym bezpieczeństwa i higieny pracy.

Umowa o pracę zawarta między agencją pracy tymczasowej a pracownikiem tymczasowym powinna określać:
- strony umowy,
- rodzaj umowy,
- datę zawarcia umowy
- wskazywać pracodawcę użytkownika,
- wskazywać ustalony okres wykonywania na jego rzecz pracy tymczasowej,
- warunki zatrudnienia pracownika tymczasowego w okresie wykonywania pracy na rzecz pracodawcy użytkownika, w szczególności wynagrodzenie za pracę oraz termin i sposób wypłacania tego wynagrodzenia przez agencję pracy tymczasowej.

W umowie o pracę zawartej na czas określony strony mogą przewidzieć możliwość wcześniejszego rozwiązania tej umowy przez każdą ze stron:
1. za trzydniowym wypowiedzeniem, gdy umowa o pracę została zawarta na okres nieprzekraczający 2 tygodni,
2. za jednotygodniowym wypowiedzeniem, gdy umowa o pracę została zawarta na okres dłuższy niż 2 tygodnie.

Umowę o pracę zawiera się na piśmie. Jeżeli umowa o pracę nie została zawarta na piśmie, agencja pracy tymczasowej potwierdza pracownikowi tymczasowemu w formie pisemnej rodzaj zawartej umowy o pracę i jej warunki, nie później niż w drugim dniu wykonywania pracy tymczasowej.

## Uprawnienia pracownika tymczasowego
- prawo do równego traktowania w zakresie warunków pracy i innych warunków zatrudnienia w stosunku do pracowników zatrudnionych przez tego pracodawcę,
- prawo do dostępu do szkoleń podnoszących kwalifikacje zawodowe, jeśli wykonuje on pracę na rzecz pracodawcy użytkownika w okresie dłuższym niż 6 tygodni,
- prawo do urlopu wypoczynkowego w wymiarze dwóch dni za każdy miesiąc pozostawania do dyspozycji jednego pracodawcy użytkownika lub więcej niż jednego pracodawcy użytkownika – urlop nie przysługuje za okres, za który pracownik wykorzystał u poprzedniego pracodawcy urlop wypoczynkowy przysługujący na podstawie odrębnych przepisów,
- prawo do korzystania z urządzeń socjalnych pracodawcy użytkownika na zasadach przewidzianych dla pracowników zatrudnionych przez tego pracodawcę użytkownika,
- prawo do odszkodowania za naruszenie zasady równego traktowania przez pracodawcę użytkownika.

## Obowiązki pracownika tymczasowego
Pracownik tymczasowy wykonując pracę tymczasową ma analogiczne obowiązki jak inni pracownicy zatrudnieni u danego pracodawcy użytkownika. Jest on mianowicie zobowiązany wykonywać swoją pracę sumiennie i starannie oraz stosować się do poleceń przełożonych, które dotyczą pracy, jeżeli nie są one sprzeczne z przepisami prawa lub umową o pracę. Pracownik jest obowiązany w szczególności do przestrzegania:
- czasu pracy ustalonego w zakładzie pracy,
- regulaminu pracy i ustalonego w zakładzie pracy porządku,
- przepisów oraz zasad bezpieczeństwa i higieny pracy i przepisów przeciwpożarowych,
- tajemnicy określonej w odrębnych niż kodeks pracy przepisach,
- zasad współżycia społecznego obowiązujących w zakładzie pracy pracodawcy oraz pracodawcy użytkownika.
- a także dbania o dobro zakładu pracy, ochrony jego mienia oraz zachowania w tajemnicy informacji, których ujawnianie mogłoby narazić pracodawcę użytkownika na szkodę.

## Odpowiedzialność materialna pracownika tymczasowego
Ogólnie rzecz biorąc odpowiedzialność za szkody wyrządzone przez pracownika tymczasowego przy wykonywaniu pracy tymczasowej ponosi agencja pracy tymczasowej. Ma ona jednak prawo dochodzenia od pracownika zwrotu równowartości odszkodowania, które zostało wypłacone pracodawcy użytkownikowi.